# Gerd Wessig
Gerd Wessig (ur. 16 lipca 1959 w Lübz) – niemiecki lekkoatleta, który startując w barwach Niemieckiej Republiki Demokratycznej został mistrzem olimpijskim w skoku wzwyż w 1980 roku.

## Życiorys
W 1979 roku został wicemistrzem NRD. W 1980 roku, z rekordem życiowym 2,30 m, nieoczekiwanie został mistrzem NRD na krótko przed igrzyskami olimpijskimi, a następnie otrzymał nominację do reprezentacji NRD. Na igrzyskach olimpijskich w Moskwie był jednym z faworytów, ale fakt, że nie tylko zdobył złoty medal wynikiem 2,36 m, ale także ustanowił nowy rekord świata, uznano za sensację. Był pierwszym skoczkiem wzwyż, który pobił rekord świata w skoku wzwyż na igrzyskach olimpijskich. Srebrnym medalistą został dotychczasowy rekordzista świata Jacek Wszoła z Polski.
Po igrzyskach olimpijskich próbował sił jako dziesięcioboista (najlepszy wynik: 8015 punktów ustanowiony 23 maja 1983 roku w Neubrandenburgu; odpowiada 7974 punktom według tabeli obowiązującej od 1985 roku), ale z powodu częstych kontuzji wrócił do skoku wzwyż. W 1985 roku był drugi w Pucharze Europy, w 1986 roku zajął siódme miejsce na Mistrzostwach Europy w Stuttgarcie, w latach 1984, 1985, 1986, 1988 i 1989 był mistrzem NRD. W trakcie zawodowej kariery mierzył 201 centymetrów wzrostu, ważył 88 kilogramów i startował w klubie SC Traktor Schwerin, gdzie jego trenerem był Bernd Jahn.
Gerd Wessig uczęszczał do John-Brinckman-Schule w Goldbergu i ukończył praktykę jako kucharz oraz edukację na odległość jako nauczyciel. Po zakończeniu aktywnej kariery sportowej, zaczął prowadzić firmę w Lübstorf-Rugensee (Meklemburgia-Pomorze Przednie), zajmującą się sprzedażą sprzętu sportowego, obiektów sportowo-rekreacyjnych oraz wyposażenia parków i ogrodów. W klubie Schweriner SC został kierownikiem sekcji lekkoatletycznej. Ożenił się ze skoczkinią w dal Christine Schimą (najlepszy wynik: 6,96 m, w roku 1984; siódme miejsce na Mistrzostwach Europy w 1982 roku), ich syn Daniel Wessig był reprezentantem Niemiec juniorów w piłce ręcznej.

## Doping
W dokumentach dotyczących dopingu państwowego w NRD, które upubliczniono po zjednoczeniu Niemiec, wśród dopingowanych sportowców znalazło się nazwisko Gerda Wessiga. Potwierdził to sam Wessig, w rozmowie z Jackiem Wszołą na zlocie złotych medalistów olimpijskich w meksykańskim mieście Cancún w roku 1999: 

Czy nie miałem podejrzeń? Wtedy [na igrzyskach w Moskwie] nie za bardzo. [...] Natknąłem się na niego w hotelu. Siedzieliśmy na pięknej, białej plaży z palmami, na leżakach, i piliśmy pinacoladę, która, jak mi się zdaje, bardzo rozwiązała nam języki. Unikałem tematu dopingu jak ognia. Sam to poruszył. Powiedział: „Pewnie wiesz albo się domyślasz. Ale gdybym tego nie zrobił, gdybym się nie zgodził, nie znalazłbym się nawet w kadrze juniorów NRD. Odcięto by mnie od wszystkiego”.